# Мирко Филиповић (спортиста)
Мирко "Кро Кап" Филиповић (Винковци, 10. септембар 1974) бивши је хрватски боксер, кикбоксер, борац ММА, посланик Хрватског сабора и специјалац антитерористичке јединице Лучко. Најпознатији је по свом учешћу на Прајд ФЦ. Кро Кап се борио у УФЦ, K-1, Ризин ФФ и Белатор. Сматра се једним од највећих кикбоксера тешке категорије и ММА бораца свих времена.
Висок је 188 cm и тежак 106 kg. Познат је по сјајној борби ногама, поготово свом левом хај кику којим често нокаутира супарнике.
Бавио се и фудбалом, играјући за некада хрватског фудбалског прволигаша Цибалију из родних Винковаца.
Живи са женом и синовима у Загребу.

## Надимак
Своју кик-бокс каријеру започео је 1996. наслеђујући Бранка Цикатића. У то време радио је у хрватском антитерористичком удружењу Алфа у Лучком крај Загреба. Одатле му и надимак Cro Cop (хрв. полицајац). Пре тог назива борио се пар пута и под именом „Тигар“.

## Борилачка каријера

### Бокс
Мирко Филиповић се прво успешно борио у аматерском боксу, остваривши изврстан количник победа и пораза.

### К-1
Године 1996, 21-годишњи Мирко Филиповић наступио је на К-1 Гранд При турниру. Прво је победио финалиста годину раније, Џером ле Банера, али затим бива поражен од познатог Ернеста Хуста. Поновно се вратио три године касније поразивши Британца Рики „Тенк“ Николсона, али онда је изгубио од швајцарца Ћави Бајрамија. Након тога добио је позивницу за међународни турнир где је изненадио цели свет поразивши К-1 борца Мајка Бернарда у једној од најбољих К-1 борби дотад. Након Бернарда, Мирко је поразио и јапанску звезду Мусашија и аустралијског карате борца Сем Грека, док га исте вечери није опет поразио Ернесто Хуст. Један од узрока тог пораза је сломљено ребро из претходних борби.
Након тога је наставио са победама на К-1 турнирима. Побеђивао је познате борце као што су Питер Аертс, Марк Хунт и Реми Боњаски. Постао је први борац који је нокаутом (након 86 секунди) победио горостасног Боб Сапа званог Звер. Године 2000. је победио карате борца Глаубе Фајтосу и боксера Хироми Амаду како би се пласирао у финале Нагоја Гранд При турнира. Тамо му се осветио Мајк Бернардо, а Мирко је опет у ту борбу ушао повређен; шепајући је ушао у ринг. Бернардо је, наравно, циљао управо ту ногу. Због тог потеза постао је обожаван у Јапану. Као финалиста је одмах наступио међу најбољих 8 на Гранд При турниру 2000. али опет га је победио Хуст. Године 2001. изненадио га је нокаутирао Канађанин Мајкл Макдоналд већ у првој рунди. Након тога кренуо је у Прајд турнире.

### Прајд
Године 2001. Cro Cop је прешао у Прајд, незадовољан својом платом као К-1 борац. Годину касније је напустио посао полицајца како би се концентрисао на Прајд турнире. Од тада бележи сјајне победе над Марком Хунтом, марта 2002. једногласном одлуком судија, Ремијем Боњаским јула исте године, и над Боб Сапом априла 2003. нокаутом у првој рунди.
Силне победе довеле су га до шансе да се за наслов првака обрачуна са познатим „Минотауром“ новембра 2003. У тој борби прву рунду био је на ногама и тиме, јасно, био бољи противник. Ипак, противник га је победио у другој рунди након полуге на руци. Након те борбе је признао да је био превише самоуверен у себе против Минотаура.
Године 2004. Мирко је ангажовао Фабриција Вердума (бившег светског првака у џијуџицуу) као тренера, не би ли се унапредио у лежећој борби. На Прајдовом турниру 2004. изненађујуће га је нокаутирао Кевин Рандлеман.
Филиповић је у међувремену упорно тражио од Прајда да му допусте борбу са прваком Фјодором Јемељаненком. Након Ранделмана је остварио 6 победа за редом, укључујући нокаут над Александром Јемељаненко, братом првака Федора, па је добио прилику да се супротстави руском борцу. Против Федора се борио 28. августа 2005. Након три рунде Мирко је ипак изгубио једногласном одлуком судија. По многима, најбољи борац на свету икад, Федор Емејлијаненко, изјавио је како му је Филиповић био до тада најтежи противник. Филиповић је за пораз окривио временску разлику и проблеме са спавањем.
Већ 23. октобра 2005. Мирко је био у рингу, овај пут са Џошом Барнетом. Након три рунде, победио је једногласном одлуком судија.
Филиповић је 31. децембра 2005. поражен је од Марка Хунта одлуком судија, који су самоанског борца сматрали агресивнијим. Овај меч обележило је и Мирково ношење патика, што је био преседан, будући да се он увек борио бос. Довело је то до веровања да је задобио повреду стопала пре борбе. Мирко то није никад признао.
Дана 5. маја 2006. Мирко је опет наступио на Прајд турнирима. Прва борба била је са Икухиса Миновом, професионалним рвачем и мајстором многих борилачких вештина. Мирко га је, ипак, поразио након 70 секунди. Дана 1. јула 1992. поразио је освајача златне медаље у џуду на олимпијским играма 1992, Хидехико Јошиду. Хрватски борац поразио га је снажним ударцима ногом од којих Јапанац више није могао стајати на ногама.
Мирко је 10. септембра 2006. освојио Гранд При турнир брутално нокаутирајући Вандерлеија Силву, најомраженијег противника, са којим је већ дуго на ратној нози, и у финалу и Џоша Барнета.

## Политичка каријера
Новембра 2003. Филиповић се кандидовао за сабор као члан СДП-а, у чему је и успео. Борио се за веће финансирање полиције, али, ускоро је иступио из политике. Касније је тврдио како није имао довољно веза унутар политичких кругова, па је његов труд био узалудан.

## Занимљивости
- Пре сваке борбе пратила га песма Вајлд Бојс.
- Снимио је филм под називом Ултимејт Форс.